# Jesús Villa Rojo
Jesús Villa Rojo o Jesús Villa-Rojo (Brihuega, 24 de febrero de 1940) es un clarinetista, profesor de música, compositor y director español.

## Biografía
Formado inicialmente con su padre, siguió los estudios musicales de clarinete en el Real Conservatorio de Madrid (1961). Al tiempo estudió composición con Cristóbal Halffter, Francisco Calés Otero y Gerardo Gombau. A mediados de la década de 1960 ofreció sus primeros recitales con la Orquesta Sinfónica de la Radiotelevisión Española, ganando la plaza de profesor de clarinete en la Banda Municipal de Madrid. Su destino, no obstante, estará en Italia; en 1969 ganó el Gran Premio de Roma lo que le permitió acudir a la Academia Española allí, finalizando composición en la Academia Santa Cecilia de la misma ciudad. Su estancia en Italia fue determinante en cuanto a su forma de ver y vivir la música.
En la década de 1970, creó el  Laboratorio de Interpretación Musical (LIM), junto con Esperanza Abad y Rafael Gómez Senosiaín, un grupo de estudio e interpretación con el objetivo de desarrollar la música contemporánea española y mejorar la interpretación de la misma. Con el LIM estuvo presente en el Festival de Música del Siglo XX de Bilbao y el Festival de Música Contemporánea de Santander, entre otros. Además, muchos compositores han usado el LIM para escuchar la interpretación por vez primera de sus piezas. Su trabajo se ha caracterizado por la investigación sobre las diferentes formas y procedimientos compositivos en la historia de la música anteriores al periodo contemporáneo, para poder entender su propio tiempo; el estudio y conocimiento de los materiales que están a su disposición y usa cada compositor en su época, lo que a su entender marca un momento evolutivo del lenguaje musical: la consideración del artista musical como «artista completo», intérprete y compositor al tiempo, que trata el sonido puro para convertirlo en sonido musical, y que si es preciso utiliza códigos propios para las notaciones musicales cuando los convencionales o conocidos dejan de servir.
Ha sido Premio Nacional de Música, Premio Béla Bartók y Premio Koussevitzk.

## Estrenos con clarinete más destacados
- Cuatro piezas para clarinete y piano, de Alban Berg;
- Sonata para clarinete, violín, violonchelo y piano en fa mayor, de Paul Hindemith;
- Trío Op. 63, de Ernst Krenek;
- Dos sonatas para clarinete Op. 49, de Max Reger;
- Espíritu rudo y espíritu dulce, de Elliott Carter;
- Sonatina para clarinete y piano, de Arthur Honegger;
- Goethe Lieder, de Luigi Dallapiccola.

## Obras académicas, tratados y manuales
- El clarinete y sus posibilidades. Estudio de nuevos procedimientos (1975), que influyó en obras de Agustín González Acilu, Francisco Otero y Ramón Barce, entre otros.
- Juegos gráfico-musicales (1982), un tratado que se considera fundamental para el estudio de las posibilidades de la expresión gráfica.
- Lectura Musical 1º. Nuevos sistemas de grafía y Lectura Musical 2º. El clarinete (1988), dos tratados en los que acercó los nuevos recursos musicales a estudiantes, intérpretes y compositores.
- El clarinete actual, recopilación de trabajos de distintos autores, en total once obras comentadas en profundidad.
- Notación y grafía en el XX, manual.

## Obras musicales
En total, son más de doscientas sus composiciones, entre las que se destacan por orden cronológico de aparición, las siguientes piezas:
| - Estudio experimental Op. 1 (clarinete y piano) - Hombre aterrorizado (clarinete) - 4+... (cuarteto de clarinetes) - Unos resultados (clarinete y conjunto instrumental) - Formas y fases (orquesta) - Apuntes para una realización abierta (soprano, clarinete, percusión y piano) - Concerto grosso I (clarinete, oboe, fagot y orquesta de cuerdas, con tres grupos instrumentales) - Rupturas (orquesta) - Temples (pguitarra) - Piú in la (clarinete) - Concerto grosso II (piano, vibráfono y clave, y tres conjuntos instrumentales) - Ello's (voz, flauta, trombón y violonchelo) | - Nosotros (violín, clarinete, percusión y piano) - Vosotros y... (clarinete, flauta, fagot, trompa, trombón, vibráfono, violín, violonchelo y contra bajo) - Temas (conjunto instrumental) - Improvisaciones (conjunto instrumental) - Como un suspiro (clarinete, violín, violonchelo y piano) - Lo frate sole (clarinete, violín, violonchelo y piano) - Concierto plateresco (oboe y orquesta de cuerda) - Concierto 2 (violonchelo y orquesta de cuerda) - Cantar con Federico (mezzosoprano y orquesta) - Septeto (clarinete, fagot, trombón, violín, violonchelo y contrabajo) - Passacaglia y cante (orquesta y cinta magnética) - Quinteto (clarinete y cuarteto de cuerda) - Concierto nº1 (orquesta) |